# Xanthoparmelia attica
Xanthoparmelia attica är en lavart som först beskrevs av Leuckert, Poelt & B. Schwarz, och fick sitt nu gällande namn av O. Blanco, A. Crespo, Elix, D. Hawksw. & Lumbsch. Xanthoparmelia attica ingår i släktet Xanthoparmelia och familjen Parmeliaceae.   Inga underarter finns listade i Catalogue of Life.